# Золотое сердце (корабль)
Heart of Gold (с англ. — «золотое сердце») — вымышленный космический корабль из научно-фантастического романа британского писателя Дугласа Адамса «Автостопом по галактике». Двигатель корабля использует принцип невероятности для перемещения в пространстве.

## Описание
Огромный космический корабль, полутора сотен метров в длину, изящный, как новенькая кроссовка, ослепительно белый и умопомрачительно прекрасный. В самом сердце его был спрятан маленький золотой ящичек, а внутри него — самое головоломное из всех когда-либо изобретавшихся устройств: то, что сделало этот корабль единственным в истории Галактики, устройство, в честь которого был назван корабль — Золотое Сердце.
Корабль обустроен по последнему слову техники и оснащён искусственным интеллектом — весёлым бортовым компьютером Эдди, и бортовым роботом Марвином, который собран на заводе Сириуса и страдает от непрекращающейся депрессии.

## История
Корабль был построен по сверхсекретному проекту галактического правительства на малонаселённой планете Дамогран. Во время презентации корабля он был угнан президентом галактики Зафодом Библброксом.
По случайности окончание разработки принципиально нового принципа космических полётов, делающего ненужными гиперпространственные
экспресс-линии, запуск корабля, двигатель которого работает по этому принципу, совпало с уничтожением планеты Земля для строительства гиперпространственной магистрали.

## Критика и отзывы
- Журнал «Мир фантастики» поставил «Золотое сердце» на 10-е место в списке «10 самых известных космических кораблей»[1].